# Грузия на «Евровидении-2014»
Грузия принимала участие в конкурсе песни «Евровидение 2014» в Копенгагене, Дания. Представитель был выбран путём внутреннего отбора, организованным грузинским национальным вещателем «GPB».

## Внутренний отбор
Грузинский телевещатель «GPB» решил выбрать как исполнителя так и песню путём внутреннего отбора, проведенного экспертной комиссией. Во время пресс-конференции в актовом зале вещателя «GPB» 4 февраля 2014 года, грузинские участники «Евровидение 2013» Софо Геловани и Нодико Татишвили объявили, что грузинская группа «The Shin» совместно с Марико Эбралидзе были выбраны, чтобы представить Грузию на «Евровидение 2014», который пройдёт в Копенгагене, Дания. «The Shin» и Марико записали песню для конкурса в феврале 2014 года в Штутгарте, Германия.

## На Евровидении
Представитель Грузии   выступил на конкурсе в первой половине второго полуфинала, который пройдет 8 мая 2014 года в Копенгагене, Дания. Не прошёл в финал, занял 15 (последнее) место в полуфинале, набрав 15 баллов, что является худшим результатом Грузии на конкурсе.